# Hunderup (Esbjerg Kommune)
 For alternative betydninger, se Hunderup. (Se også artikler, som begynder med Hunderup)
Hunderup er en landsby i Sydvestjylland med 236 indbyggere  (2024). Hunderup er beliggende i Hunderup Sogn fire kilometer syd for Bramming og 22 kilometer øst for Esbjerg. Hunderup Kirke ligger i byen.
Byen tilhører Esbjerg Kommune og er beliggende i Region Syddanmark.
Sammen med nabobyen Sejstrup ejer beboerne et 400 kW solcelleanlæg.
Foruden kirken er her et lille fællesareal kaldet Hunderup Tingsted, hvor der blandt andet findes en mindesten for forfatteren og folkemindesamleren T. Tobiassen Kragelund (1879-1958).
- Hunderup Tingsted